# Ruota Mecanum

Una ruota Mecanum. Si notano bene i rulli su tutto il perimetro della ruota

La ruota Mecanum è uno speciale tipo di ruota progettato per rendere possibile il movimento di un veicolo in ogni direzione. È chiamata anche ruota Ilon dal nome del suo inventore, Bengt Erland Ilon (1923–2008), che la progettò quando ancora lavorava come ingegnere presso l'azienda svedese Mecanum AB. Questa ruota è stata brevettata negli Stati Uniti d'America il 13 novembre 1972.

## Struttura e funzionamento

Il robot mobile omnidirezionale URANUS

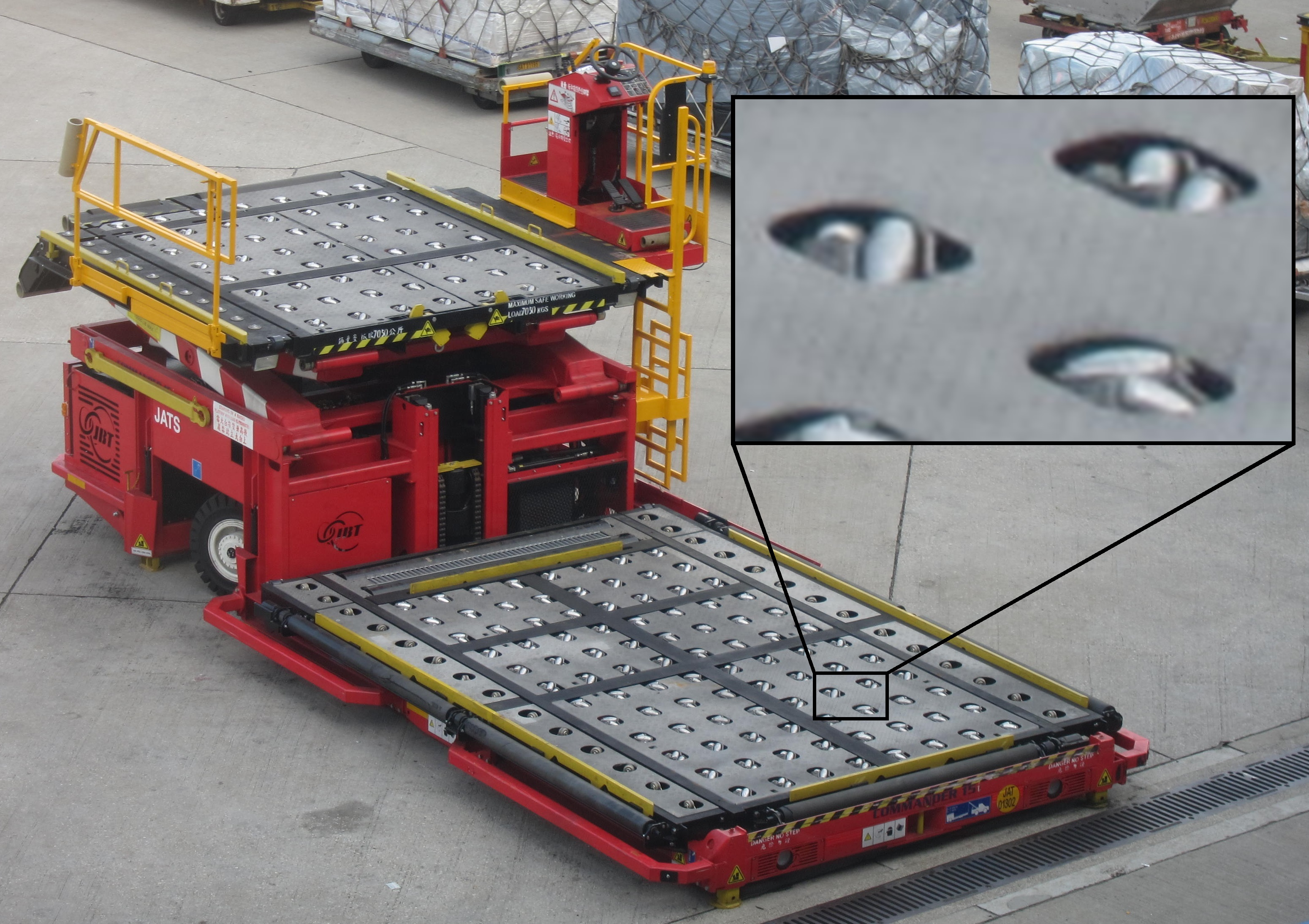
Un carrello per il trasporto di container dotato di numerose ruote Mecanum per spostare e ruotare i suoi carichi

Si tratta di una ruota convenzionale in cui il battistrada è composto da rulli per tutta la circonferenza della ruota. Questi rulli sono solitamente ruotati di 45° sia rispetto al piano della ruota sia rispetto all'asse di rotazione.
Una configurazione tipica dell'utilizzo di queste ruote è quella che si ha nel robot URANUS, riportato in figura, in cui sono montate quattro ruote azionate da quattro motori indipendenti. In questa configurazione le ruote su una diagonale hanno i rulli di verso opposto a quelli delle ruote sull'altra diagonale, così che ogni ruota esercita una forza circa ortogonale all'interasse diagonale su cui essa si trova. Il veicolo risulta quindi stabile e può essere fatto muovere in ogni direzione e ruotare variando la velocità e la direzione di rotazione di ogni singola ruota.
Facendo ruotare le quattro ruote nella stessa direzione si ottiene un movimento in avanti o indietro, facendo girare le ruote poste su un lato in senso contrario rispetto a quelle poste sull'altro lato, si ottiene un movimento rotatorio e facendo girare le ruote poste su una diagonale in senso contrario rispetto a quelle poste sull'altra diagonale si ottiene un movimento laterale. La combinazione di questi movimenti permette di muovere il veicolo in ogni direzione effettuando simultaneamente ogni tipo di rotazione senza cambiare la direzione delle ruote.

## Vantaggi
Sebbene anche i mezzi cingolati utilizzino sistemi simili per cambiare direzione, durante la rotazione questi veicoli strisciano sul terreno e possono danneggiare una superficie delicata o fragile; inoltre l'elevato attrito con il suolo causato da questo strisciamento richiede un'elevata coppia motrice affinché la rotazione abbia luogo. Se lo stesso dispositivo utilizzasse delle ruote Mecanum avrebbe, per lo stesso movimento di rotazione sul posto, un attrito minimo con il suolo e richiederebbe quindi motori con una coppia molto inferiore e conseguentemente una potenza minore.

## Utilizzo

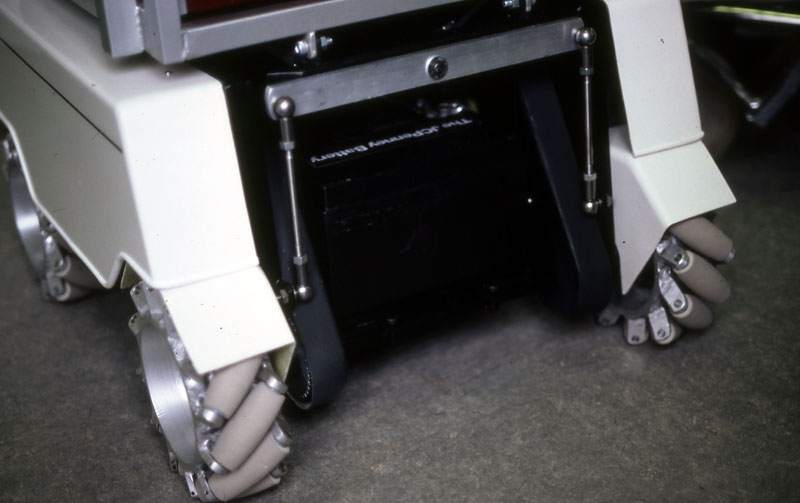
Una sedia a rotelle dotata di ruote Mecanum

Negli anni ottanta del Novecento, la marina militare statunitense (USN) acquistò il brevetto della ruota Mecanum da Ilon e, dopo aver dato ordine ai suoi reparti di ricerca di sviluppare applicazioni per questo dispositivo, iniziò a impiegarla nei carrelli utilizzati per spostare equipaggiamenti a bordo delle navi. Nel 1997 la Airtrax Incorporated e diverse altre aziende pagarono alla USN diverse migliaia di dollari per ottenere i diritti di sfruttamento di questa tecnologia, compresi i vecchi disegni di motori e controllori, al fine di poter costruire carrelli elevatori omnidirezionali, tutt'oggi in produzione, che potessero essere facilmente manovrati in spazi ristretti, come i ponti delle navi.
Oltre che nel settore industriale, la ruota Mecanum ha trovato impiego anche nella vita quotidiana: esistono infatti alcune sedie a rotelle di nuova concezione che adottano questa soluzione per le ruote, facilitando il movimento in spazi angusti.